# Alfa-Pyrrolidinopentiofenon
α-Pyrrolidinopentiofenon (také známý jako α-pyrrolidinovalerofenon, α-PVP, O-2387, β-keto-prolintan, prolintanon nebo desmethylpyrovaleron ) je syntetická stimulační droga třídy kathinonů vyvinutá v 60. letech 20. století, která se prodávala jako syntetická droga. α-PVP je chemicky příbuzný pyrovaleronu a je ketonovým analogem prolintanu.

## Nežádoucí účinky
α-PVP může, tak jako ostatní psychostimulancia, vyvolávat hyperstimulaci, paranoiu a halucinace. α-PVP byl rovněž označen za původce či významnou příčinu smrti v případech sebevražd a předávkování způsobeného kombinací drog. Je rovněž spojován s nejméně jedním úmrtím způsobeným plicním edémem a mírně rozvinutým kornatěním věnčitých tepen, když byl zkombinován s Pentedronem.
Jak uvádí Craig Crespi v časopisu Case Reports in Psychiatry: „je známo, že příznaky se snadno stupňují do alarmujících bludů, paranoidní psychózy, krajního rozrušení a řady dalších změněných duševních stavů“. Běžné nežádoucí účinky α-PVP jsou podobné jako u ostatních psychostimulantů a zahrnují:
- bludy
- paranoidní psychózy
- psychomotorické rozrušení
- změněný duševní stav

Jako nežádoucí účinek α-PVP se může rovněž vyskytnout takzvané excitované delirium, jež s sebou přináší vlastní soubor příznaků včetně úzkosti, rozrušení, nekontrolovatelných výbuchů emocí, zmatenosti, krátkých svalových záškubů (myoklonie) a křečovitých záchvatů s klinickými příznaky zahrnujícími tachykardii, hypertenzi, pocení, rozšíření zornic (mydriáza) a hypertermii.

## Farmakologie
α-PVP působí jako inhibitor zpětné absorpce noradrenalinu a dopaminu s hodnotami inhibiční koncentrace IC50 14,2, respektive 12,8 nM, podobné jeho methylendioxy derivátu methylendioxypyrovaleronu (MDPV). Podobně jako tomu je u ostatních kathinonů, bylo prokázáno, že i α-PVP má u potkanů posilující účinky.

### Detekce v tělesných tekutinách
Množství α-PVP lze pomocí kapalinové chromatografie s hmotnostní spektrometrií měřit v krvi, krevní plazmě nebo v moči. U hospitalizovaných pacientů se tak potvrzuje diagnóza otravy, při soudní pitvě poskytuje toto měření důkazy pro vyšetřování. Koncentrace α-PVP v krvi nebo v krevní plazmě by měla být u osob, jež berou drogu rekreačně, v rozmezí 10–50 μg/L, u intoxikovaných pacientů větší než 100 μg/L a u obětí akutního předávkování větší než 300 μg/L.

## Právní postavení

### Evropská unie
Itálie klasifikovala katinon a všechny strukturálně odvozené analogy včetně analogů pyrovaleronu jako narkotika v lednu 2012.
Po členských státech EU bylo požadováno, aby k 3. červenci 2017 α-PVP zakázaly, neboť tato látka je uvedena v Seznamu Úmluvy o psychotropních látkách OSN.
α-PVP je zakázán v České republice, Estonsku, Finsku, Francii, Irsku, Litvě, Lotyšsku, Maďarsku, Německu, Polsku, Rumunsku, Slovinsku a Švédsku.
Tato látka je zakázána rovněž ve Velké Británii a v Norsku a také v Turecku.

### Austrálie
V Austrálii je α-PVP podle Standardu jednotného rozpisu léků a jedů zakázaná látka uvedená na Seznamu 9 (od července 2016). Látka podle Seznamu 9 je látka, která může být zneužita, jejíž výroba, držení, prodej nebo použití by mělo být zákonem zakázáno, s výjimkou případů, kdy je to vyžadováno pro lékařský či vědecký výzkum, případně pro analytické, výukové nebo školicí účely se souhlasem Australského společenství a/nebo státních či územních zdravotních úřadů.  Droga je již po řadu let výslovně nelegální v Novém Jižním Walesu poté, co byla nelegálně uvedena na trh s nesprávnými údaji. Legislativní opatření zde následovalo po smrti dvou jedinců. Po požití drogy skočil jeden z nich z balkonu, další zemřel na infarkt po deliriu.

### Čína
Od října 2015 patří α-PVP v Číně mezi regulované látky.

### USA
α-PVP je léčivo uvedené na Seznamu 1 ve státech Delaware, Florida, Nové Mexiko, Oklahoma a Virginie. Americký Úřad pro potírání drog jej 28. ledna 2014 zařadil spolu s devíti dalšími substituovanými kathinony na Seznam 1 Jednotné úmluvy o narkotických látkách s dočasným zákazem s platností od 27. února 2014. . Dočasný zákaz byl poté prodloužen.